# Ahmet Gökhan Güney
Ahmet Gökhan Güney (* 22. November 1981 in Istanbul) ist ein türkischer Fußballspieler in Diensten von Kartalspor.

## Karriere

### Vereinskarriere
Güney erlernte das Fußballspielen in der Jugend vom Istanbuler Amateurverein Yeşilbağlar SK und wechselte mit einem Profivertrag ausgestattet zum damaligen Drittligisten Eyüpspor. 
Bei Eyüpspor spielte er eine Spielzeit und wechselte zum Stadt- und Ligakonkurrenten Fatih Karagümrük SK. Zur Saison 2001/02 wurde der türkische Profifußball um eine Profiliga erweitert und die Mannschaften in der normalen dritten Division je nach Tabellenstand in die 3. Liga (später als TFF 2. Lig bezeichnet) oder die neu erschaffene 4. Liga (später als TFF 3. Lig bezeichnet) eingeteilt. Fatih Karagümrük wurde nach diesen Richtlinien in die TFF 3. Lig eingeteilt. Güney schaffte aber bereits nach einer Spielzeit wieder in die dritthöchste türkische Spielklasse aufzusteigen. 
Im Sommer 2003 wechselte er zum Drittligisten Kartalspor und spielte hier fünfeinhalb Jahre lang. Lediglich die Rückrunde der Spielzeit 2004/05 verbrachte er als Leihgabe beim Viertligisten Alibeyköyspor. Die Spielzeit 2006/07 schloss er mit Kartalspor als Vizemeister der TFF 2. Lig ab und stieg damit in die TFF 1. Lig auf. Hier spielte er anschließend noch zwei weitere Jahre und verließ den Verein.
Zur Rückrunde der Saison 2008/09 heuerte er beim Zweitligisten Karabükspor an. Hier erzielte man in der Spielzeit 2009/10 die Meisterschaft der TFF 1. Lig und damit den direkten Aufstieg in die Süper Lig. Nach diesem Erfolg der auslaufende Vertrag mit Güney nicht verlängert.
Nach dem Abschied von Karabükspor spielte Güney für jeweils eine Saison bei Boluspor und anschließend bei Kartalspor.
Zur Saison 2012/13 wechselte er zum Zweitligisten Torku Konyaspor. Bereits nach zwei Spieltagen kehrte er zu Kartalspor zurück.

## Erfolge

### Als Spieler
- Mit Fatih Karagümrük SK:
  - Vizemeister der TFF 3. Lig (1): 2001/02
  - Aufstieg in die TFF 2. Lig (1): 2001/02

- Mit Kartalspor:
  - Meister der TFF 2. Lig (1): 2006/07
  - Aufstieg in die TFF 1. Lig (1): 2006/07

- Mit Karabükspor:
  - Meister der TFF 1. Lig (1): 2009/10
  - Aufstieg in die Süper Lig (1): 2009/10